# Приморская область
Примо́рская о́бласть — область на Дальнем Востоке Российской империи, включавшая до 1909 года Камчатку, Чукотку, Гижигинский и Охотский округа вдоль побережья, часть Амурского края от впадения реки Уссури до устья реки Амура и Уссурийский край. Образована в 1856 году. Главным городом Приморской области до 1880 года был Николаевск, затем Хабаровск, с 1888 года — Владивосток.

## Географическое положение
Приморская область занимала узкую полосу восточного побережья Сибири, между 70° и 42° северной широты, от Ледовитого океана на юг до границы Кореи. Северную границу её составлял Ледовитый океан от Чаунской губы до Берингова пролива; на северо-западе и западе граница между Приморской областью и Якутской проходила по водоразделу Станового хребта, между Приморской областью и Амурской — по хребту Джугдыр, отсюда спускалась прямо на юг по отрогам Хинганского хребта до города Хабаровска; граница от Китайской империи тянулась по реке Уссури до озера Ханка, отсюда на юг до Японского моря. Длина Приморской области с севера на юг доходит до 4000 вёрст, средняя ширина — 350 вёрст, суживаясь местами по побережью Охотского моря близ Аяна до 40 вёрст и расширяясь на крайнем севере вдоль побережья Ледовитого океана до 1000 вёрст. Восточная и юго-восточная границы вдоль побережья Великого океана имели береговую линию в 14 950 вёрст.
Приморская область заключала в себе Чукотскую землю, полуостров Камчатку, Командорские острова, Гижигинскую и Охотскую округи, часть Амурского края от впадения реки Уссури до устья реки Амура и Уссурийский край с полуостровом Муравьёв-Амурским. Остров Сахалин, принадлежавший ранее к Приморской области, в 1884 г. отделён от неё в качестве особого отдела. Пространство Приморской области — 1 629 424 кв. вёрст, в том числе большие озёра — 7729 кв. вёрст. По пространству Приморская область среди сибирских губерний и областей занимала третье место, уступая только Якутской области и Енисейской губернии.

## Рельеф

### Горы
Поверхность области по большей части гориста. В северной части расположен Становой хребет, идущий в северо-восточном направлении до верховьев реки Чауны, впадающей в Ледовитый океан; отсюда Становой хребет поворачивает на восток до Берингова пролива, направляясь посередине северо-восточной части области и служа водоразделом рек, впадающих в Ледовитый океан и в Берингово море. Многочисленные отроги этого хребта расходятся по всему побережью Охотского моря, подходя близко к берегу и образуя крутые скалы. Средняя высота Станового хребта вдоль побережья Охотского моря около 3000 футов, далее к северу высота его понижается, а на Беринговом полуострове он прорезается поперек несколькими низменными долинами, составляющими продолжение морских фьордов. Лес покрывает только долины и склоны хребта, обращённые к Охотскому морю; вершины же гор скалисты и безлесны. Вдоль Камчатского полуострова тянется Камчатский хребет. Северная часть полуострова представляет плоскую, безлесную и перерезанную холмами возвышенность, южная — гориста, близ моря — тундриста, а самая оконечность полуострова низменна и болотиста (см. Полуостров Камчатка). От Станового хребта на юго-восточной границе северной части Приморской области отделяется хребет Джугдыр, идущий сначала прямо на юг, затем образующий извилины к востоку и огибающий верховья реки Селемджи. Здесь он соединяется с хребтом Малый Хинган, который, направляясь к юго-западу, выходит из пределов области, оставляя в ней только восточные отроги. Средняя высота Джугдыра 2000 футов; отроги его на восток тянутся вдоль реки Уды, весь бассейн которой носит характер гористо-тундристый. От южного узла Джугдыра на восток к Охотскому морю отделяется цепь Мухтель, или Мевачан, которая у берегов моря образует обрывы и отделяет плоские отроги в речные долины притоков Амура. Цепь гор, отделяющаяся от восточных склонов Малого Хингана и носящая название хребта Ванда, составляет водораздел рек Горина и Амгуни. Эта цепь, направляясь на восток, переходит в хребет Чалтын, расположенный в нижнем течении названных рек; между бассейнами рек Кур и Горин протягивается небольшой хребет Даяни. Южная часть области по правую сторону реки Амур не менее гориста. По всей длине этой части от Корейской границы до Амура в северо-восточном направлении тянется хребет Сихотэ-Алинь. Ось этого хребта в своей южной части подходит вёрст на 20—80 к берегу Японского моря, удаляясь от него вёрст на 150 только в северной части. Сихотэ-Алинь — водораздел рек бассейна реки Уссури и речек, впадающих в Японское море. В южной части хребта резко выдаются голые вершины гольцев, из которых наивысшая вершина, гора Голая, возвышается до 5173 футов. К северу Сихотэ-Алинь понижается, вершины принимают округлённые формы, увенчанные кое-где небольшими холмами в виде сопок. Средняя высота хребта колеблется между 4000 и 5000 футов. Восточные склоны его круты и обрывисты; к морю они спускаются отвесными утесами, достигающими 800 и более футов. На склонах, обращённых к востоку, лес растет только в нижней части, верхние же имеют вид скал, круто падающих вниз и прорезанных местами узкими ущельями. Западные склоны Сихотэ-Алиня менее круты и отделяют от себя длинные отроги, простирающиеся до реки Уссури. Отроги эти, высота которых не превышает 2500—3000 футов, на всем протяжении покрыты дремучими лесами, причем на южных склонах растет по преимуществу лиственный лес, а на северных — смешанный. От города Хабаровска на восток вдоль правого берега Амура тянется хребет Хехцир, достигающий в высших точках 4000 футов.

### Равнины
Местности, носящие характер равнин, находятся на юго-восток от озера Ханка к Японскому морю, в верхнем и нижнем течении реки Уссури, между этой рекой и отрогами Сихотэ-Алиня и по левому берегу Амура в его низовьях. Равнина на юг от озера Ханка тянется вёрст на 100 до подошвы хребта Сихотэ-Алинь и представляет собой степь, частью волнистую, частью совершенно ровную. Степь эта покрыта роскошной травой. Равнина в верхнем течении реки Уссури от устья реки Имана имеет до 130 вёрст в длину с севера на юг и от 20 до 50 вёрст в ширину. Поверхность по большей части холмиста, имеет превосходную почву, почему весьма пригодна для земледелия и только близ самого берега реки встречаются болота и топи. В нижнем течении реки Уссури долина простирается от южной подошвы Хехцырского хребта к югу на 65 вёрст и к востоку на 55—60 вёрст. Долина эта низменна, почти сплошь покрыта лесом или кустарником, местами имеются озерки и болота. По левому берегу Амура тянется низменная, безлесная равнина; местами близ берега реки попадаются сплошные болота, местами находятся озера.

### Моря
Восточное и северо-восточное побережья Приморской области омываются морями: Беринговым, Восточным океаном, Охотским и Северо-Японским; последние два соединяются друг с другом Татарским проливом. Береговая линия в северной своей части довольно извилиста. Берингово море образует огромный Анадырский залив, разделяющийся на залив Св. Креста и Анадырский лиман; на восточном побережье Камчатки находится Авачинская губа с превосходной гаванью, на которой расположен город Петропавловский Порт. К северо-востоку от этого порта в Камчатском море — Командорские острова (крупнейшие — Беринга и Медный). В Охотском море — наибольшие заливы, начиная с севера: Пинжинская, Гижигинская, Таусская, Удская, Тугурская и Ульбанская губы. Против Удской и Тугурской губ расположены Шантарские острова. Огромный остров Сахалин ограничивает Татарский пролив с востока. Береговая линия южной части области хотя малоизвилиста, но образует немало удобных для стоянки судов бухт. Лучшими из них считаются Де-Кастри, Императорская Гавань, Пластун, Владимира, Ольги и многочисленные гавани обширного залива Петра Великого, среди которых наилучшая — Золотой Рог с портом Владивосток.

### Реки
Многочисленные реки Приморской области по большей части носят характер горных речек с очень быстрым и порожистым течением. В Ледовитый океан, за исключением значительной пограничной реки Чаун, впадают только маленькие речки. Из рек Берингова моря наибольшая, протекающая целиком в пределах области, Анадырь, берёт начало под полярным кругом из озера Ивашкина и течёт с запада на восток в Анадырский залив: длина 1080 вёрст, течение извилисто, в первой своей трети сопровождается горами, в среднем течении разделяется на два рукава, из которых правый, Прорва, принимает в себя большой приток Майн. Далее оба рукава снова сливаются вместе. Анадырь славится обилием рыбы (семейства лососёвых), которая во время метания икры входит в реку в таком количестве, что вода буквально кишит ею и становится негодной для питья вследствие рыбного запаха. На Камчатском полуострове самая длинная река — Камчатка. В Охотское море впадают только незначительные горные реки, из которых наиболее замечательны, начиная с севера: Пенжина, Гижига, Яма, Кова (500 вёрст), Охота (400 вёрст), Уда (свыше 500 вёрст). Все эти реки, протекая по горным долинам, имеют очень быстрое течение. Наибольшая река во всей области, Амур, протекает в пределах её от впадения Уссури до моря от юго-запада к северо-востоку на протяжении до 900 вёрст. Ширина реки в этих пределах от 1 1/2 до 2 вёрст, а местами — и более. На всём указанном протяжении Амур вполне судоходен; многочисленные же притоки, впадающие в него в пределах области, за исключением Уссури, каковы: Кур, Дондон, Мылка, Горин, Амгунь — носят характер горных рек. Весь бассейн нижнего Амура подвержен наводнениям, которые бывают или весной при таянии снегов, или ещё в больших размерах в середине и конце лета от дождей. У города Николаевска Амур замерзает месяцев на 6, с начала ноября до начала мая, у Хабаровска же на 4 1/2 месяца. Река Уссури сливается из двух рек: Дауби-хэ и Ула-хэ. Дауби-хэ берёт начало на северном склоне в южной части Сихотэ-Алиня. Протекая вначале среди гор, она вскоре расширяется, так что при слиянии её с Ула-хэ ширина её достигает 100 саженей. Уже в среднем течении по берегам Дауби-хэ имеются луга и обширные равнины. Ула-хэ берёт начало в южных склонах Сихотэ-Алиня, всего в 70 верстах от берега моря, и протекает по болотистой и лесистой местности. Уссури от места слияния двух названных рек течёт почти прямо с юга на север на протяжении 750 вёрст до места впадения её в Амур. Ширина Уссури в верхнем течении до 70 саженей, в среднем до 150 саженей, а при впадении в Амур до 1 1/4 версты. Глубина реки во время засухи в нижнем течении местами всего только 2 1/2 фута; быстрота течения 3—4 версты. Правый берег горист и лесист, левый же низменен и богат лугами. С правой стороны в Уссури впадают притоки Иман, Бикин, Пор и Хор, берега которых по большей части поросли лесом. С левой стороны Уссури принимает в себя реки Сунгачу, Мурень и Нор. Река Сунгача, вытекающая из озера Ханка, и Уссури от впадения в неё последнего притока составляют русско-китайскую границу. Подобно Амурскому, весь бассейн Уссури подвержен сильным наводнениям, в особенности летом. Реки, берущие начало на восточных склонах Сихотэ-Алиня и впадающие в Северо-Японское море, малы, быстры, порожисты и, за исключением самых южных, не представляют удобных условий для заселения их берегов. Из этих речек наибольшего внимания заслуживает Суйфун, берущая начало в Маньчжурии и протекающая сначала на восток, потом на юго-восток — до впадения в Амурский залив, составляющий часть залива Петра Великого. В пределах Приморской области Суйфун течёт местами по ровной болотистой долине, усеянной озёрами, местами между отлогими скатами гор, очень удобными для заселения. Здесь находится несколько крестьянских селений и казачьих станиц. Вёрст на 80 вверх от моря Суйфун весной или в половодье доступен для мелкосидящих пароходов; во время разливов уровень реки поднимается иногда саженей на 7 выше ординара. Кроме озёр полуострова Камчатки, каковы Кроноцкое, Нерпичье, в пределах области находятся озёра: Кизи — на правом берегу Амура, в 300 верстах выше устья; небольшим протоком Кизи соединяется с Амуром; наибольшая длина озера 37 вёрст, ширина 18 1/2, площадь 390 кв. вёрст. По берегу его идёт дорога от города Софийска к заливу Де-Кастри. Озеро Ханка расположено в южной части области на границе с Китаем, длина его до 80 вёрст, ширина до 60, площадь 3330 кв. вёрст. В озеро впадают 7 речек, а из него вытекает река Сунгача. Вследствие наносов песка ветром Ханка уменьшается в размерах и мелеет.

## Геология
Геогностический состав гор Приморской области весьма разнообразен. В Становом хребте преобладает гранит, в особенности в южной его части; здесь же попадаются также сиенит, порфир, диорит и вулканические породы: базальты, трахиты и долериты. По направлению к северу кристаллические породы все реже выступают на поверхность, будучи покрыты осадочными породами, каковы: известняки, песчаники и глины. В Камчатских горах преобладают вулканические породы: базальты и трахиты; осадочные породы третичной системы встречаются на западном берегу полуострова. Петрографический характер Сихотэ-Алиня мало изучен; в нём найдены глинистые сланцы, глина, лавы, трахит; известняковые породы встречаются редко. Минеральные богатства Приморской области мало известны. На Камчатке, около Курильского озера, в Ширявой губе, найдена самородная медь, на берегу реки Большой и во многих других местах полуострова открыта магнитная железная руда; бурый уголь и янтарь попадается на реке Тигеле, слюда — в Итканской бухте, сера — около сопок. Вдоль побережья Охотского моря в пределах Гижигинской округи во многих местах найдено золото. Золотые россыпи известны также во многих речках и на островах: Аскольде, Путятине и Петрове, но разработка их ещё незначительна. Каменный уголь найден вблизи залива Посьет, в окрестностях Владивостока и заливов Уссурийского и Америки, а также в долинах рек Сучана, Тазуши, Пименгоу. Серебросвинцовые руды имеются по рекам Вайцину и Авакумовке, медь — около залива св. Ольги, соль — вблизи Николаевска, залежи ископаемых раковин, дающих превосходную известь, — в Славянской бухте.
В 120 верстах от города Николаевска находятся Анненские и Михайловские минеральные источники, с 1866 г. открытые для пользования больных; первые имеют температуру от 24° до 36° Р., последние — от 8° до 24° Р. Вода их содержит щелочи и некоторое количество сероводорода. По реке Уссури в 15 верстах от станицы Михайловской имеется источник горько-солёного вкуса, с большим количеством углекислого газа.

## Климат
Вследствие огромного протяжения Приморской области с севера на юг климат её весьма разнообразен. В общем, несмотря на соседство моря, он носит более континентальный характер, нежели морской. Климат северной части области отличается большой суровостью в отношении конца весны и лета, что в значительной степени объясняется влиянием холодных морей Ледовитого, Берингова и Охотского. В северной части этого последнего, а именно в Гижигинской и Пентанской губах, образуются льды, которые заносятся далеко на юг и держатся в течение почти всего лета. Особенное скопление их наблюдается у Шантарских островов, северного конца Сахалина и даже в Амурском лимане. Эти льды значительно понижают температуру весны и лета. Влияние холодного Охотского моря выражается, например, в том факте, что в то время, когда в устье реки Уды царствует ещё глубокая зима, вёрст 90 выше по её течению бывает летняя погода. По северо-восточному побережью Охотского моря климат носит полярный характер, на юго-западном берегу его, в особенности на некотором расстоянии от моря, лето бывает сравнительно теплое, но зима отличается продолжительностью и суровостью. Средняя годовая температура в Удском остроге (54°31' сев шир.) равняется —1,7 °C; температура зимы —22,1°; весны —0,7°; лета +15,4°; осени +0,6°. В Аяне (56°27' сев. шир.) средняя годовая температура —3,8°; зимы —19,5°; весны —4,8°; лета +10,6°; осени —1,6°; в Охотске (59°21' сев. шир.) средняя годовая температура —5,0°; зимы —22,7°; весны — 5,6°; лета +11,5°; осени —3,2°. Климат Анадырской округи, омываемой Ледовитым океаном и Беринговым морем, совершенно полярный. Значительно более умеренным климатом с более выраженным морским характером пользуется Камчатка, в особенности её восточный, примыкающий к Берингову морю, берег. Так, в Петропавловске морозы не бывают ниже —20 °C, но зато средняя температура лета не выше +10°; на западном же берегу полуострова зимой нередко замерзает ртуть. Климат южной части Приморской области отличается большей суровостью, чем это можно ожидать для местности, лежащей между параллелями 52° и 42° северной широты (см. табличку средних температур в ст. Приамурский край).
Суровость климата южной части Приморской области будет виднее, если сравнить эту местность в климатическом отношении с местностями Европейской России, лежащими на тех же параллелях. Так, во Владикавказе, лежащем на одной широте с Владивостоком, средняя годовая температура равняется +8,7°; в Елизаветграде на одной параллели с Хабаровском +7,0°; в Пензе на одной параллели с Николаевском +4,5°. Низкие годовые температуры описываемого района Приморской области зависят отчасти от менее жаркого, нежели в соответственных по широте местностях Европейской России, лета, но, главным образом, от низких зимних температур. Несмотря на то, что лето в южной части Приморской области не слишком жарко, годовые колебания температуры вследствие суровости зимы очень велики. Зимой термометр нередко показывает —30 °C, а летом +24° в тени. Суровость климата Приморской области есть проявление общего закона понижения к югу изотермических линий по направлению от запада к востоку на Европейско-Азиатском континенте. Влияние Северо-Японского моря сказывается главным образом в понижении температуры лета. Обилие леса и торфянистая почва при соседстве моря обусловливают излишек сырости. Суровости климата способствует также высокий хребет Чаньбо-Шань, препятствующий доступу теплых ветров в Уссурийский край, между тем как побережье Приморской области подвергается влиянию холодных северных, северо-западных и северо-восточных ветров. Местности, лежащие вдали от берегов моря и защищённые от его влияния горами, пользуются лучшим климатом, нежели прибрежные, главным образом в том отношении, что весна и лето здесь начинаются ранее и имеют большую продолжительность. Так, например, лето, считая его от начала до конца средних суточных температур в +15 °C, во Владивостоке продолжается 86 дней, а в Хабаровске, лежащем на 5° севернее, — 99 дней. Весной, летом, а частью и осенью в описываемом крае преобладают юго-западные, южные и юго-восточные ветра, из которых последние сопровождаются большим количеством осадков. Весной и летом на побережье моря господствуют туманы, начинающиеся в марте и продолжающиеся до конца июля. В мае, июне и начале июля туманы почти постоянны, в особенности по ночам и утром до 10—11 часов, что весьма неблагоприятно отзывается на произрастании хлебов. Местность, лежащая по западную сторону Сихотэ-Алиня, хотя и не подвержена действию морских туманов, но сырость, приносимая юго-восточными ветрами, ощущается до самого Хабаровска. Наиболее обильные дожди выпадают в конце июля и в августе. Количество осадков распределяется следующим образом: в заливе св. Ольги в течение года выпадает 1024 мм осадков, в том числе летом 452; во Владивостоке — только 336 мм, из них летом 158; в Хабаровске — 603 мм в год, а летом — 364; в Николаевске в год — 512 мм, летом — 184. Зимой в южной части Приморской области преобладают западные и северо-западные ветра, отличающиеся необыкновенной сухостью. Зима поэтому бывает малоснежной, вместе с тем отличается суровостью, почти без оттепелей; весна холодная и поздняя. Первые заморозки наступают около середины сентября, а морозы начинаются с середины октября. Первый снег выпадает по большей части в середине октября. Во Владивостоке бухта Золотой Рог замерзает 2—3 декабря, а вскрывается 25—26 марта. Озеро Ханка покрывается льдом в первой половине ноября, а вскрывается в первой половине апреля. Уссури в верхнем течении замерзает в конце ноября, а вскрывается в начале апреля, в нижнем же течении замерзает 8—9 ноября, а вскрывается 8 апреля. Амур у Хабаровска замерзает 10—11 ноября, а вскрывается 11—12 апреля.

## Флора
Северная часть Приморской области, примыкающая к Ледовитому океану, имеет вполне полярную растительность. Необозримые тундры поросли здесь мхом, морошкой, княженикой обыкновенной (мамурой) (Rubus arcticus), жимолостью, водяникой (шикшой) (Empetrum nigrum), брусникой и прочими.
- Княженика обыкновенная (мамура)
- Жимолость голубая
- Брусника
- Водяника (шикша)

Древесная растительность начинается с 67,5° северной широты. Сначала это стелющийся кедровник, карликовая берёза (Betula nana) и тальник; далее к югу встречаются настоящие деревья сибирского кедра, берёзы, а в речных долинах лиственница и тополь. На Камчатском полуострове растительность роскошна: лес растёт в изобилии, но лиственница, пригодная для постройки судов, встречается только в долине Камчатки.
На Охотском побережье Приморской области лес принимает низкорослую форму стланцев; высокоствольные деревья встречаются только в речных долинах на значительном расстоянии от моря. В этой местности лес состоит из лиственницы, сибирского кедра, ели, сосны, берёзы, тополя и рябины; из кустарников встречаются рододендроны (рододендрон золотистый), кальмия лежачая, кассиопея плауновидная, филлодоце голубая; из трав, кроме морошки и мамуры, диапенсия лапландская, родиола розовая и другие.
Подобный же характер растительность носит на юге до Амура и вдоль побережья Татарского пролива по восточному склону Сихотэ-Алиня, где преобладают хвойные леса. На запад от этого хребта и во всём Уссурийском крае появляются многие южные формы, которые, однако, встречаются рядом с северными. Так, в Южно-Уссурийском крае ель иногда бывает обвита виноградом, а амурский бархат и маньчжурский орех растут рядом с пихтой и кедром. Кроме упомянутых растений, в Уссурийском крае встречаются липа, достигающая 100 футов высоты, клён, ясень, дуб, граб, вяз, ольха, чёрная и белая берёза и прочие, а в верховьях реки Уссури появляются маньчжурский абрикос, мелколистный клён, древовидный можжевельник, а также маньчжурская аралия и тропическое растение диморфант. Хвойные деревья растут здесь в верхних частях речных долин; местами, особенно близ гребня Сихотэ-Алиня, они составляют преобладающую массу растительности. Здесь встречаются кедр, ель, лиственница, пихта, тисс и сосна. Подлесок в лесах Уссурийского края состоит из барбариса, винограда, крушины, акации, таволги, малины, шиповника, жасмина, бузины, калины, жимолости и проч. Здешний виноград имеет кислые ягоды величиной не больше клюквы. Луговая растительность отличается роскошью и разнообразием. Травы густы, чрезвычайно высоки и украшены яркими цветами. Характерным растением Уссурийского края является лотос (водяная лилия) (Nelumbium speciosum) с огромными розовыми цветами, встречающаяся в заливах и озёрах реки Сунгачи.

## Фауна
Фауна Приморской области не менее разнообразна, нежели флора.
В северной части, примыкающей к Ледовитому океану, нередки белый медведь, песец; в тундрах северный олень, лемминг; из птиц белая куропатка, в летнее время множество куликов, уток, гусей. Начиная от северной границы лесной растительности, появляются лесные формы: бурый медведь, росомаха, бурундук; далее к побережью Охотского моря попадаются белка, соболь, горностай, выдра. Из птиц рябчик, восточно-сибирский глухарь, дикуша, многочисленные дятлы и синицы, свойственные всей полосе сибирской тайги.
- Белый медведь
- Северный олень
- Белая куропатка

Местность в низовьях Амура в отношении фауны ещё не отличается от тайги, здесь нередки северный олень и росомаха, но далее на юг появляются и маньчжурские формы. Животный мир южной части Приморской области, как и растительный, характеризуется сочетанием форм северных и южных. Так, амурский тигр, пятнистый олень (Cervus nippon dybowskii), фазан, красноногий ибис встречался в одних местах с соболем, лосем и рябчиком. Кроме перечисленных животных, в Уссурийском крае водятся дальневосточный леопард, рысь, дикая кошка (Felis undata), бурый медведь, белогрудый медведь, барсук, непальская куница (Mustela flavigula), колонок (Mustela sibirica), выдра, волк обыкновенный и редкий красный волк, лисица, енотовидная собака, белка, кабан, кабарга, лось, изюбрь (Cervus elaphus xanthopygus), косуля, восточный горал.
Из птиц, в особенности воробьиных, попадается немало южных форм: голубая сорока (Cyanopolius cyanus), китайская иволга (Oriolus chinensis), золотистый дрозд (Turdus chrysolaus), Zosterops chloronotus и прочие.
Из пресмыкающихся следует отметить дальневосточную черепаху (Trionyx sinensis), амурскую долгохвостую ящерицу (Tachydromus amurensis), ядовитых змей: уссурийского щитомордника (Gloydius ussuriensis), обыкновенную гадюку, из неядовитых — амурского полоза (Elaphe schrenckii) и Elaphe taeniurus.
Среди амфибий особенно характерным является уссурийский когтистый тритон (Onychodactylus fischeri), а также дальневосточная жерлянка (Bombinator orientalis) и дальневосточная квакша (Hyla japonica). Среди насекомых в особенности поражает несметное множество комаров, мошек и оводов, являющихся настоящим бичом края.
- Дальневосточный леопард
- Красноногий ибис
- Китайская иволга
- Дальневосточная квакша

Не менее богата и морская фауна побережья Приморской области. В Беринговом, а в особенности в Охотском море в огромном количестве водятся нескольких пород киты, белухи, заходящие вслед за рыбой далеко вверх по Амуру, косатки (Orca atra), а также многочисленные тюлени, из которых характерным для тех мест является тюлень-крылатка (Histriophoca fasciata). На Командорских островах и на острове Тюленьем близ Сахалина предмет крупной промышленности составляют морские котики; в тех же местах в большом количестве водятся сивучи (Eumetopias stelleri). По берегам Камчатки встречаются каланы (Enchydris marina). Морские птицы отличаются необыкновенным разнообразием. Кроме многочисленных пород чаек, морских уток, а также гаг, альбатросов, буревестников, в Охотском море во множестве живут птицы семейства Alcidae, составляющие население птичьих гор. Из них особенно замечательны: хохлатый чистик (Simorhynchus cristatellus), Synthliborhamphus wumizusume; Pholeris pygmaeus, тупики-носороги (Cerorhyncha monocerata) и топорики (Lunda cirrhata). Из хищных приморских птиц обращает на себя внимание белоплечий орлан (Haliaetus pelagicus). Среди морских рыб, имеющих промысловое значение, наибольшего внимания заслуживает сельдь, в середине апреля подходящая к берегам в огромном количестве. Из проходных во все даже небольшие реки, впадающие в море, в несметном множестве входят для метания икры различные представители семейства лососёвых, из которых в особенности распространены кета (Oncorhynchus lagocephalus), горбуша (Onc. proteus), чевица (Onc. orientalis) и др. Весной и осенью в Амуре появляется также корюшка. Из осетровых рыб в Амур и его притоки входят осётр (Sturio schrenckii) и калуга (Huso orientalis), немного уступающая по своим огромным размерам каспийской белуге. Среди пресноводных рыб Амурского бассейна попадается немало маньчжурских форм. Кроме обыкновенных карпа, налима, карася, здесь водятся змееголов (Ophiocephalus pekinensis), несколько видов сомов, например Silurus asotus, Macrones fulvidraco, Macrones ussuriensis; несколько видов из рода Culter и прочие. Из морских беспозвоночных особого внимания заслуживает трепанг (Holoturia tubulosa), встречающийся в большом количестве в заливах св. Ольги и Посьета, устрица (Ostraea laperousi) в заливе де-Кастри, креветки и крабы — всюду в Японском море и Татарском проливе.

## Население
По переписи 1897 г., в Приморской области 220 557 жителей, в том числе 150 826 мужчин и 69 731 женщина; на 100 мужчин приходится всего 46 женщин; за исключением острова Сахалин (где на 100 мужчин 37 женщин), нигде в России такого отношения нет. На 1 кв. версту приходится всего 0,13 жителей; реже населена в Сибири только Якутская область (0,07 жителей на 1 кв. версту). Городского населения (в 6 городах) 50 523 (40 940 мужчин и 9583 женщины), или 22,9 % всего числа жителей: во Владивостоке 29 тысяч, в Хабаровске 15 тысяч, в Николаевске 5 тысяч; в остальных трёх городах, взятых вместе, менее 1000 жителей. Если исключить из негородского населения войска и коренных, полудиких обитателей края, занимающихся только охотой и рыболовством, то остается не более 45 % сельского производительного населения. В особенности слабо населена северная часть области, на север от Амура, где на пространстве 1 346 905 кв. вёрст проживает 50 417 человек, то есть на кв. версту 0,04 души; в южной части (170 140 жителей) на кв. версту приходится 0,3 человека. И это редкое население появилось в крае недавно. До присоединения Амурского края к России здесь было, за исключением немногих русских постов на Амуре и по берегу моря, лишь несколько тысяч бродячих инородцев да небольшое число китайских беглецов (так называемых манз).
Начало заселения края русскими относится к 1855 г., когда в низовьях Амура, между постами Николаевским и Мариинским, в 5 русских селениях было поселено 51 семейство крестьян из Иркутской губернии.
После занятия Амурского края начато было принудительное переселение на реку Уссури забайкальских казаков, часть которых в 1879 г. переведена на пограничную с Китаем линию южнее озера Ханка. После того на Амур были отправляемы переселенцы из внутренних губерний Европейской России (см. Переселение). Заселение края шло медленно, главным образом вследствие неудобств сухопутного путешествия через всю Сибирь. С 1883 г., когда началась перевозка переселенцев морским путём из Одессы до Владивостока, заселение области пошло успешнее. В 1880 г. в Уссурийско-Амурском крае насчитывалось приблизительно 50 000 человек, в том числе 27 000 русских; в 1891 г. население доходило до 85 000 человек, из которых русских было 57 00, корейцев 13 000, китайцев около 8000, американцев, иностранцев-европейцев, японцев 600, коренных обитателей 6500. Таким образом, за этот промежуток времени население увеличилось на 70 %; число русских возросло больше чем вдвое (теперь они составляют в южной части области более 2/3 всего числа жителей), число корейцев — на 80 %; число китайцев начало уменьшаться вследствие обратного переселения их в пределы Китая. Всего в 1891 г. русских (крестьян-казаков, войска и городских обывателей) насчитывалось в области 64 500 (54,3 %), корейцев 13 000 (10,8 %), китайцев 7900 (6,6 %), разных иностранцев вместе с японцами 600, коренных обитателей различных племен (счётом до 15) 34 000 (28,3 %).
Русское население сосредоточено главным образом в Южно-Уссурийском крае, на низменном пространстве между озером Ханка и Японским морем, в долинах рек Суйфуна, Лефу, Сучана и по озеру Ханка. Здесь нередки русские селения в 100 и более дворов. Затем русские поселки имеются ещё: казачьи — на правом берегу Уссури, крестьянские — по правому берегу Амура и близ гавани св. Ольги; кроме того, русские в незначительном числе живут в городах северной части области — Охотске и Гижигинске, а также на Камчатке.
Корейцы занимают юго-западную часть Уссурийского края, в окрестностях залива Посьета и на Маньчжурской границе, а кроме того, живут в немногих деревнях в Южно-Уссурийском крае и отдельными фанзами (дворами) по Уссури, близ Хабаровска. Они считаются русскими подданными; некоторые из них крещены и занимаются земледелием.
Внутренность южной части Приморской области заселена главным образом китайцами, частью оседлыми, частью бродячими, а также инородцами, которые в северной части области являются главным контингентом населения. В глухих местах края китайцы живут отдельными фанзами и занимаются земледелием, торговлей, охотой, добыванием морской капусты, ловлей трепангов, тайной добычей золота и проч. Они не признают русского правительства, подчиняются китайским чиновникам и управляются местными выборными окружными старшинами. Особенно много китайцев во Владивостоке, где в их руках вся мелкая торговля, а также в селе Никольском.
Из инородцев в южной части Приморской области живут гольды, ольчи или мангуны, орочи (или орочоны) и гиляки. В северной части области, на север от Амура, русские составляют 21,4 % населения; остальные 78,6 % — инородцы. Русские живут в прибрежных городах и местечках, инородческие племена рассеяны по всему пространству края. На крайнем севере от Анадыря до Ледовитого океана и от реки Колымы до Берингова пролива кочуют чукчи числом 12 000, разделяемые по роду занятий на приморских, или так называемых беломорских (живут вдоль побережья Ледовитого океана и занимаются ловлей рыбы и боем тюленей и моржей), оленьих (кочуют несколько южнее первых и занимаются оленеводством) и ведущих меновую торговлю. Последние служат посредниками между инородцами Чукотской Земли и американцами, для чего переплывают на своих байдарках Берингов пролив. Все чукчи живут в подвижных юртах из оленьих шкур; многие из них крещены.
Между Анадырем и Охотским морем, а также по северо-восточному побережью этого моря и в северной части Камчатки живут коряки; на побережье Охотского моря кочуют ещё мелкие тунгусские племена, занимающиеся оленеводством, на Камчатке — камчадалы и ламуты.
Национальный состав в 1897 году:
| Округа           | русские | украинцы | китайцы | корейцы | тунгусо-маньчжурские народы | чукчи  | коряки | нивхи  | ительмены | поляки | чуванцы | эскимосы |
| ---------------- | ------- | -------- | ------- | ------- | --------------------------- | ------ | ------ | ------ | --------- | ------ | ------- | -------- |
| Область в целом  | 35,9 %  | 14,9 %   | 13,7 %  | 10,9 %  | 7,6 %                       | 4,6 %  | 2,7 %  | 1,9 %  | 1,8 %     | 1,4 %  | …       | …        |
| Анадырская       | 1,1 %   | …        | …       | …       | 5,0 %                       | 79,4 % | 1,4 %  | …      | …         | …      | 4,0 %   | 9,1 %    |
| Гижигинская      | 8,2 %   | …        | …       | …       | 25,3 %                      | 8,5 %  | 57,7 % | …      | …         | …      | …       | …        |
| Командорская     | 9,5 %   | …        | …       | …       | …                           | …      | …      | …      | …         | …      | …       | …        |
| Охотская         | 10,1 %  | …        | …       | …       | 79,1 %                      | …      | 5,0 %  | …      | …         | …      | …       | …        |
| Петропавловская  | 31,0 %  | …        | …       | …       | 5,3 %                       | …      | 15,8 % | …      | 47,5 %    | …      | …       | …        |
| Удская           | 40,9 %  | …        | 8,5 %   | 1,8 %   | 17,3 %                      | …      | …      | 23,1 % | …         | 1,1 %  | …       | …        |
| Уссурийская      | 67,9 %  | 2,8 %    | 16,0 %  | 4,5 %   | 6,2 %                       | …      | …      | …      | …         | …      | …       | …        |
| Хабаровская      | 49,7 %  | 4,5 %    | 17,1 %  | 2,6 %   | 20,4 %                      | …      | …      | …      | …         | 1,4 %  | …       | …        |
| Южно-Уссурийская | 33,6 %  | 25,2 %   | 17,1 %  | 17,9 %  | …                           | …      | …      | …      | …         | 2,0 %  | …       | …        |

| Округа           | алеуты | якуты | евреи | татары | японцы |
| ---------------- | ------ | ----- | ----- | ------ | ------ |
| Область в целом  | …      | …     | …     | …      | …      |
| Анадырская       | …      | …     | …     | …      | …      |
| Гижигинская      | …      | …     | …     | …      | …      |
| Командорская     | 89,6 % | …     | …     | …      | …      |
| Охотская         | …      | 5,7 % | …     | …      | …      |
| Петропавловская  | …      | …     | …     | …      | …      |
| Удская           | …      | 1,2 % | 1,5 % | 1,4 %  | 1,3 %  |
| Уссурийская      | …      | …     | …     | …      | …      |
| Хабаровская      | …      | …     | …     | …      | …      |
| Южно-Уссурийская | …      | …     | …     | …      | 1,2 %  |

Пространство и население Союза ССР (Приморская область) (по данным переписи 28 августа 1920 г. и по исчислению на 1 января 1925 г.).
| Год        | Площадь кв км | Наличное население | Наличное население | Наличное население | в т.ч сельское | в т.ч сельское | в т.ч сельское | в т.ч городское | в т.ч городское | в т.ч городское |
| Год        | Площадь кв км | Мужчин             | Женщин             | Оба пола           | Мужчин         | Женщин         | Оба пола       | Мужчин          | Женщин          | Оба пола        |
| ---------- | ------------- | ------------------ | ------------------ | ------------------ | -------------- | -------------- | -------------- | --------------- | --------------- | --------------- |
| 20.08.1926 | 593 000       | 348 961            | 286 026            | 634 987            | 222 893        | 204 796        | 427 689        | 126 068         | 81 230          | 207 298         |
| 1.01.1925  | 593 000       | 359 500            | 294 500            | 654 000            | 229 600        | 210 900        | 440 500        | 129 900         | 83 600          | 213 500         |

## Административное деление

### Административное деление на 1909 год
17 июня 1909 года согласно закону «Об административном переустройстве Приморской области и острова Сахалина» из состава Приморской области были выделены Сахалинская и Камчатская области. В том же году Южно-Уссурийский уезд был разделён на 3 уезда: Никольск-Уссурийский, Иманский и Ольгинский.
| № | Уезд                                | Уездный город                | Герб уездного города | Площадь, вёрст² | Население (1909), чел. |
| - | ----------------------------------- | ---------------------------- | -------------------- | --------------- | ---------------------- |
| 1 | Хабаровский                         | Хабаровск                    |                      | 221 506,6       | 75 500                 |
| 2 | Иманский                            | п. Иман                      |                      | 52 000,0        | 83 300                 |
| 3 | Никольск-Уссурийский                | Никольск-Уссурийский         |                      | 67 847,0        | 179 000                |
| 4 | Ольгинский                          | с. Владимиро-Александровское |                      | 48 000,0        | 39 200                 |
| 5 | Удский                              | Николаевск                   |                      | 129 207,0       | 30 500                 |
| 6 | Округ Уссурийского казачьего войска | Владивосток                  |                      | 87 906,0        | 125 600                |

## Руководство области

### Военные губернаторы
| Ф. И. О.                        | Титул, чин, звание | Время замещения должности |
| ------------------------------- | ------------------ | ------------------------- |
| Казакевич Пётр Васильевич       | контр-адмирал      | 06.12.1856—04.04.1865     |
| Фуругельм Иван Васильевич       | контр-адмирал      | 04.04.1865—20.04.1870     |
| Кроун Александр Егорович        | контр-адмирал      | 20.04.1870—07.07.1875     |
| Эрдман Густав Фёдорович         | контр-адмирал      | 07.07.1875—04.06.1880     |
| Тихменёв Михаил Павлович        | генерал-майор      | 04.06.1880—29.04.1881     |
| Баранов Иосиф Гаврилович        | генерал-майор      | 29.04.1881—30.08.1888     |
| Унтербергер Павел Фёдорович     | генерал-лейтенант  | 01.10.1888—27.05.1897     |
| Субботич Деан Иванович          | генерал-майор      | 11.06.1897—10.09.1898     |
| Чичагов Николай Михайлович      | генерал-лейтенант  | 04.01.1899—18.01.1903     |
| Колюбакин Алексей Михайлович    | генерал-майор      | 18.01.1903—19.09.1905     |
| Флуг Василий Егорович           | генерал-майор      | 19.09.1905—01.01.1910     |
| Свечин Иван Николаевич          | генерал-майор      | 01.01.1910—03.10.1911     |
| Манакин Михаил Михайлович       | генерал-майор      | 30.10.1911—03.01.1914     |
| Сташевский Арсений Дмитриевич   | генерал-лейтенант  | 1914—1915                 |
| Толмачёв Владимир Александрович | генерал-лейтенант  | 20.01.1916—июнь 1917      |

### Вице-губернаторы
| Ф. И. О.                           | Титул, чин, звание                       | Время замещения должности |
| ---------------------------------- | ---------------------------------------- | ------------------------- |
| Петров Илья Константинович         | действительный статский советник         | 01.07.1883—01.10.1886     |
| Омельянович-Павленко Яков Павлович | действительный статский советник         | 01.10.1886—31.12.1910     |
| Мономахов Николай Владимирович     | действительный статский советник         | 31.12.1910—18.06.1912     |
| Лодыженский Владимир Ильич         | надворный советник (коллежский советник) | 08.09.1912—05.08.1914     |
| Коренев Леонид Александрович       | коллежский советник                      | 1914—1916                 |
| Терновский Анатолий Николаевич     | статский советник                        | 1916—1917                 |

## История
Присоединение Приморской области к российским владениям началось с северной её части. Ещё в первой половине XVII столетия сибирские казаки, двигаясь на восток и покоряя по пути инородческие племена, появились и в пределах будущей Приморской области. Так, в 1630 г. казаки основали острог в Тауйске; в 1635 г. казак Василий Поярков вышел из устья Амура в Охотское море; через два года казак Семён Шелковников поднялся к северу до реки Охоты и поставил близ устья этой реки зимовье; в 1649 г. на этом месте был построен Косой Острожек. В 1648 г. казак Семён Дежнёв вышел на лодках из устья реки Колымы в Ледовитый океан и, обогнув Чукотский нос, спустился на юг до северной части Камчатки; в 1649 г. он основал Анадырский острог. В 1697 г. якутский казак Владимир Атласов построил острог Нижне-Камчатск (см. Камчатка). Завоеванный таким образом край со времен Петра Великого стал заселяться русскими. Из сибирских крестьян вызваны были охотники для поселения в Охотском и Камчатском острогах; туда же были переведены казаки из Якутска; наконец, те же остроги были сделаны местами ссылки лиц, осуждённых на каторжную работу. Пушные богатства Камчатки привлекли туда русских купцов и промышленников; но с 1779 г., когда начались действия российско-американской компании, пользовавшейся торгово-промышленной монополией, русские купцы оставили край.
В 1783 году Камчатка была отнесена к Охотской области, входившей в состав Иркутского наместничества. В 1803 году Камчатка была выделена в особую область, центром управления которой в 1849 г. был сделан Петропавловский порт. В это время к Камчатской области относились все владения России по берегу Восточного океана, за исключением Охотского округа, присоединённого к Якутской области. Занятие русскими Амурского края началось основанием капитаном Невельским в 1850 г. Петровского зимовья на берегу Охотского моря, в 30 верстах от устья Амура. В том же году в самом устье реки лейтенант Бошняк основал Николаевский пост. В 1853 г. были учреждены посты Мариинск на Амуре и Александровский на берегу Татарского пролива. В 1854 г. в устье Амура для защиты российских владений от нападений китайцев были переведены забайкальские казаки и один линейный батальон.
Дальнейшие действия по закреплению за Россией Амурского края были приостановлены по случаю Крымской войны; но уже в 1856 году из приморских частей Восточной Сибири вместе с Камчаткой была образована новая область под названием Приморская.
В 1857 году в низовьях Амура было построено 11 казачьих станиц, а из состава Приморской области была выделена Амурская область с центром в Благовещенске. 31 октября 1857 года в состав Приморской области из Якутской области был передан Удский (Охотский) край.
В 1858 году в состав Приморской области вошло все вновь приобретённое по Айгунскому договору пространство по левому берегу Амура; центром управления областью сделан город Николаевск, куда был переведен из Петропавловска флот. В том же году было основано село Хабаровка, а в 1859 году заложен Софийск. В 1860 году графом Игнатьевым был заключен с Китаем Пекинский трактат, по которому к России от Китая отошли земли между правым берегом Амура, рекой Уссури и Японским морем — были в основном сформированы современные очертания границы с Китаем. К Приморской области по Пекинскому договору был присоединён новообретённый Уссурийский край. В 1880 году областное управление было переведено в Хабаровку, а из состава области выделен полуостров Муравьёва-Амурского с Владивостоком, образовавшим отдельное военное губернаторство. В 1884 г. учреждено Приамурское генерал-губернаторство, в состав которого вошли области Приморская, Амурская и Забайкальская области и Сахалин; в том же году Сахалин был изъят из ведения губернатора Приморской области. В 1888 году Владивостокское военное губернаторство было опять присоединено к Приморской области и областное управление перенесено во Владивосток.
В 1909 году из Приморской области вновь была выделена Камчатская область.
В 1914 году Удский уезд Приморской области был присоединён к Сахалинской области. В ноябре 1920 года Сахалинская область была оккупирована японскими интервентами и прекратила своё существование как административная единица России, а её территория юридически была передана в состав Приамурской области Дальневосточной республики.

## Охотничий и рыболовный промысел
Главные занятия инородческого населения Приморской области — звероловство, рыболовство, а в северной части и оленеводство; те же промыслы являются второстепенным, а в северной части — даже главным занятием русских. Повсеместно добываются соболь, белка, красная и черно-бурая лисица, медведь, выдра, волк; в гористых местностях инородцы охотятся за горными баранами, а на побережье Ледовитого океана — за белыми медведями и песцами. Чукчи и коряки в Анадырском округе охотятся на диких северных оленей. В южной части области жители промышляют ещё колонков, енотовидных собак, барсуков, медведей, рысей, тигров, коз и проч. Особую отрасль звероловства составляет добывание пантов (см. Изюбрь). Из морских зверей предмет промысла в северной части области составляют тюлени, белухи, сивучи, в Чукотской Земле моржи, в Беринговом и Охотском морях киты. Китоловством занимаются американские суда, которых в 1865 г. было 65, а в 1885 году только 7. Американские флибустьеры сильно истребили моржей. Крупную промышленность составляет добывание морских котиков на островах Командорских и Тюленьем (см. Котик морской и Командорские острова). В 1891 году котиковый промысел из рук аляскинской компании перешёл к «Русскому товариществу котиковых промыслов»; оно занимается также добыванием морских бобров, количество которых быстро уменьшается. Несмотря на обилие рыбы, крупной рыбопромышленности в области пока не существует; жители ловят рыбу почти исключительно для собственного употребления, не только питаясь ею, но кормя ею собак, из кожи рыб делая одежду, паруса для лодок и проч. В низовьях Амура кета заготовляется впрок и расходится не только по всему Амуру, но и за границу. Этого рода торговлей занимаются иностранные купцы в Николаевске. Получено казной сборов за рыбу, отправленную за границу из пределов области: в 1892 г. — 2092 руб., в 1893 г. — 4650 руб., в 1894 г. — 4348 руб. В некоторых селениях по Амуру жители занимаются приготовлением калужьей и осетровой икры. По берегам Японского моря от залива Посьета до гавани св. Ольги добывается особый вид водоросли, называемой морской капустой (Laminaria sacharinum) и в Китае употребляемой в пищу; промыслом этим занимаются пришлые китайцы и незначительное число корейцев; из русских только один купец отправляет её за границу (до 50 000 пудов). Общий вывоз её из Владивостока с 1876 по 1885 годах составлял в среднем 150 214 пудов в год, на сумму 113 186 руб. Добывание морской капусты с каждым годом увеличивается; вывоз её обложен пошлиной, что даёт казне около 20 000 руб. в год. В тех же местах моря ловится также трепанг, употребляемый в пищу в Китае.
Слабая освоенность края в XIX веке создавала благоприятную обстановку для иностранного «хищничества» (как тогда называли браконьерство) в крае со стороны сухопутных соседей — Китая и Кореи — а также в мористом прибрежье — со стороны передовых морских держав. По оценке военного губернатора Приморской области П. Ф. Унтербергера, браконьерский убой на воде менее поворотливых беременных самок тюленя достигал 90 %.

## Земледелие
Южная часть области весьма пригодна для земледелия, хотя первые его попытки вследствие незнакомства переселенцев с местными условиями нередко бывали неудачны. Чернозёмная почва встречается в изобилии, но на склонах гор слой её имеет незначительную толщину; кроме того, в этих местах снег легко сдувается ветром и почва промерзает. В низменностях слой чернозема бывает очень толст, но выкорчёвка пней при большой длине корней затруднительна. Многие местности, где и чернозем толст, и выкорчёвки не требуется, подвергаются ежегодным наводнениям. Наиболее удобные для земледелия пространства, с характером степи, находятся в Южно-Уссурийском крае. В прежнее время войска продовольствовались хлебом из Европейской России, причем пуд обходился в 2 руб. и дороже; теперь же для этого употребляется местный хлеб, поставляемый в казну по 1 руб. 30 коп. за пуд. В 1884 г. интендантское ведомство могло приобрести местного хлеба 41 000 пудов, а в 1887 г. — 221 000 пудов. В 1894 г. общая площадь посевов в Приморской области равнялась 40 000 десятин; в процентах к общей площади посева рожь занимала 2,4 %, ярица 22,6 %, пшеница 28 %, овес 31,6 %, ячмень 3,2 %, гречиха 8,4 %, просо 3,8 %. При благоприятных условиях в Южно-Уссурийском крае ярица и пшеница дают на целине до 120 и даже до 150 пудов с 1 десятины, на старых землях — от 50 до 70 пудов. Белое просо даёт до сам-500. Прекрасные урожаи дают лен и конопля. В северной части области по причине суровости климата и неудобной почвы земледелие малоуспешно или совершенно невозможно. В южной части из огородных растений прекрасно родятся арбузы, дыни, огурцы, табак и все русские корнеплодные растения. В северной части области огородничество хотя и менее успешно, но все же служит немалым подспорьем русскому населению: разводятся картофель, капуста, редька, репа и брюква. Попытки садоводства сделаны русскими переселенцами, взявшими с собой семена груш, яблонь, слив и вишен. Начинается также разведение крымской виноградной лозы и культивирование местной дикой лозы. В Хабаровске уже несколько лет приготовляется вино из местного винограда.

## Скотоводство
Скотоводство служит почти исключительно подспорьем к земледелию. В 1894 г. в южной части Приморской области числилось рогатого скота 42 845 голов, лошадей 24 990, овец 1670, свиней 24 530. Частный конский завод близ Владивостока, на берегу залива Славянка; маток около 70. Причины слабого развития скотоводства — господствующие в крае эпизоотии и множество так называемого гнуса, то есть комаров, мух и оводов. В северной части области только русские содержат незначительное число лошадей и рогатого скота, инородцы же занимаются оленеводством. У богатых кочевников число оленей доходит до 20 000 голов на одного владельца. К числу необходимых домашних животных у инородцев относятся собаки, которых держат в большем числе для охоты и езды. Пчеловодство в области началось в 1891 г.; в 1894 г. в Южно-Уссурийском крае было 816 ульев, из них в Хабаровске 588.

## Лесопромышленность
Несмотря на обилие леса, лесопромышленность развита слабо; нет даже правильной внутренней торговли лесными материалами, и лес продается не дешевле, чем в степных местностях Европейской России. Жители по большей части сами заготавливают себе лес, промышленники же поставляют его только в казну, небольшому числу городских жителей и на амурские и уссурийские пароходы. Заготовка леса производится главным образом в Южно-Уссурийском крае, где 5 паровых лесопилок. В Хабаровске казаки и манзы сплавляют лес по притокам Уссури. Отпуск леса в Японию и Китай невелик. В казну поступило дохода от продажи леса: в 1892 г. — 110 712 руб., в 1893 г. — 199 149 руб., в 1894 г. — 160 149 руб. Почти вся сумма поступила за лес, отпущенный для местного потребления. К лесному промыслу края относится ещё добывание особого гриба, растущего на гниющем дубе и употребляемого китайцами в пищу. Выгодным промыслом является добывание корня женьшеня, растущего в тенистых лощинах Уссурийского края. Китайцы приписывают этому корню свойство возвращать человеку силу и свежесть молодости, почему ценят его весьма дорого (цена его доходит до 1000 руб. за фунт). Промыслом этим занимаются местные инородцы, а также китайцы, специально для этой цели являющиеся сюда из Маньчжурии. С 15 сентября в китайской пограничной деревне Имахоузу на реке Уссури открывается женьшеневый рынок. Горные промыслы в области незначительны. На острове Аскольде, между заливами св. Ольги и Амурским, в 1875—85 гг. добыто 15 1/2 пудов золота. Кроме того, золото добывалось на приисках по притокам реки Амгуни, Херпуци и Керби, где в течение 1871—1885 гг. добыто 159 пудов 15 фунтов, или по 11 пудов 8 фунтов в год.

## Промышленные предприятия
Фабричная и заводская промышленность развита весьма слабо. Больше всего кирпичных заводов; во Владивостоке и при устье реки Суйфуна они могут вырабатывать до 2 млн штук в год. В каждом пункте расположения войск имеются казённые кирпичные заводы для войсковых потребностей. Паровых мукомольных мельниц в крае 5 (2 — военного ведомства), 5 паровых лесопилок (4 во Владивостоке и 1 на устье Суйфуна), 2 чугунолитейных завода (во Владивостоке и Хабаровске), 2 пивоваренных завода во Владивостоке, несколько китайских кожевенных заводов и фабрика шведских спичек — там же, 3 известковых завода и 1 мыловаренный завод в Уссурийском крае. В 1894 г. пущен в ход первый винокуренно-ректификационный завод, в 120 верстах от Владивостока, перерабатывающий около 100 000 пудов хлеба.

## Торговля
Торговля по преимуществу ввозная, да и та незначительна. До 1880 г. русские товары ввозились из Европейской России сухим путём через Сибирь, вследствие чего обходились чрезвычайно дорого и не могли выдерживать конкуренции с иностранными, доставляемыми морем. С 1880 г. пароходы Добровольного флота совершают рейсы между Одессой, Владивостоком и Николаевском, благодаря чему русские товары доставляются в область столь же дешево и скоро, как и иностранные. Уже в 1885 г. ввоз сравнительно с 1880 г. возрос на 3,75 млн руб. Морем в 1885 г. доставлено товаров на 9 316 000 руб., в том числе русских на сумму 2 450 000 руб. Тем не менее, и теперь ещё цены на привозные товары довольно высоки; так, в Хабаровске они превышают цены тех же товаров в Европейской России на 125 %. Главные предметы ввоза — мануфактурные, железные, бакалейные, колониальные товары и напитки. Вывозная торговля области весьма незначительна: вывозятся исключительно сырые материалы, по преимуществу в Китай, Японию и Америку — пушнины на 500 000 руб., рыбы на 60 000 руб., морской капусты на 340 000 руб., моржовых клыков на 195 000 руб., китового уса и жира на 1 000 000 руб. Последние два предмета вывозятся большей частью американцами, контрабандой, без уплаты пошлины. Предметы внутренней торговли — хлеб, лесные и строительные материалы, лошади, рогатый скот, свиньи, овцы, фазаны, меха, сено, овощи. В северной части области существует исключительно меновая торговля. Местные жители выменивают шкуры, меха и рыбу на пряжу для сетей, металлические изделия, порох, свинец, чай, сахар, табак, водку и соль. Часть этих товаров привозится сухим путём из Якутска, часть — морем из Америки, китобоями.

## Транспорт и связь
Сообщение поддерживается летом пароходами по Амуру и Уссури. Почтово-буксирные пароходы Товарищества Амурского пароходства, получающего субсидию от казны, ходят по Амуру 3 раза в месяц, а по Уссури и озеру Ханка — 4 раза. По замерзании рек сообщение поддерживается почтовыми лошадьми по льду. В течение почти 4-х месяцев во время вскрытия и замерзания рек наступает так называемое почтостояние: прекращаются всякие сообщения, за исключением телеграфного. В Южно-Уссурийском крае существует до 500 вёрст плохой грунтовой дороги. Сношения с прибрежными пунктами Татарского пролива и Японского моря производятся при помощи частного парохода и военных шхун; между Владивостоком и Николаевском совершаются пароходные рейсы. Почтовое сообщение с Камчаткой и северными округами области поддерживается пароходами Добровольного флота. Внутри страны в этой части области проезжающие и почта перевозятся на инородческих лодках по рекам и озёрам или по тропинкам, зимой на собаках, летом — на лошадях, вьюком. Сибирская железная дорога проходит от Владивостока к озеру Ханка восточным берегом его и правым берегом Уссури до Хабаровска; на всем этом протяжении она почти закончена.

## Символика
- Герб Приморской области

- Герб области (изд. МВД, 1880)
- Герб области (изд. Сукачова, 1878)
- Герб Хабаровска (Винклер, 1899)
- Современный рисунок герба области (2000-е годы)